# 1980 في الهند
فيما يلي قوائم الأحداث التي وقعت خلال عام 1980 في الهند.

## سياسة

### تعيين في المنصب
- 1 يناير – براناب مخرجي عضو راجيا سابها [الإنجليزية]‏.
- 14 يناير – آر فينكاتارامان وزير المالية الهندي [الإنجليزية]‏.
- 14 يناير – أنديرا غاندي وزير الدفاع الهندي [الإنجليزية]‏، رئيس وزراء الهند.
- 14 يناير – زيل سينغ وزير الشؤون الداخلية [الإنجليزية]‏.

## مواليد

### يناير
- 21 يناير – كيم شارما ممثلة هندية.

### مارس
- 4 مارس – روهان بوبانا لاعب كرة مضرب هندي.
- 13 مارس – فارون غاندي سياسي هندي.
- 17 مارس – نيكيتين دهير ممثل هندي.

### يونيو
- 27 يونيو – بريمبارتا تشاترجي ممثل هندي.

### يوليو
- 5 يوليو – زايد خان ممثل هندي.
- 9 يوليو – روميت راج ممثل هندي.
- 20 يوليو – غريسي سينغ ممثلة هندية.
- 20 يوليو – فاسانثا كوندر

### أغسطس
- 5 أغسطس – فاتسال شيث ممثل هندي.

### سبتمبر
- 10 سبتمبر – جايام رافي ممثل هندي.
- 21 سبتمبر – كارينا كابور ممثلة هندية.

### نوفمبر
- 13 نوفمبر – هارمان باويجا ممثل هندي.

## وفيات

### يوليو
- 24 يوليو – اوتام كومار (مواليد 1926) ممثل هندي.

### ديسمبر
- 2 ديسمبر – تشودري محمد علي (مواليد 1905) سياسي باكستاني.